# Mikalojus Daukša
Mikalojus Daukša (pol. Mikołaj Dauksza, Dowksza lub Daugsza) herbu Pierzchała (ur. w latach 1527-1538 w Babianach koło Kiejdan, zm. 13 lub 16 lutego 1613 w Miednikach ) – litewski pisarz i tłumacz, jeden z pierwszych humanistów Wielkiego Księstwa Litewskiego, działacz katolicki i twórca litewskiej terminologii teologicznej, kanonik miednicki i oficjał żmudzki.

## Życiorys
Przypuszczalnie Daukša pobierał nauki w szkole w Wilnie, później zaś podjął studia na którymś z europejskich uniwersytetów, zdobywając wykształcenie i znajomość kilku języków. Zapewne w latach 50. XVI wieku został wyświęcony na kapłana. W latach 70. XVI wieku (w roku 1570 lub 1572) został mianowany kanonikiem kapituły katedralnej żmudzkiej i zamieszkał w Miednikach. Był pomocnikiem biskupa żmudzkiego Melchiora Giedroycia, w latach 1585-1592 pełniąc funkcję jego oficjała. W latach 1609–1610 administrował całą diecezją żmudzką.

## Twórczość literacka

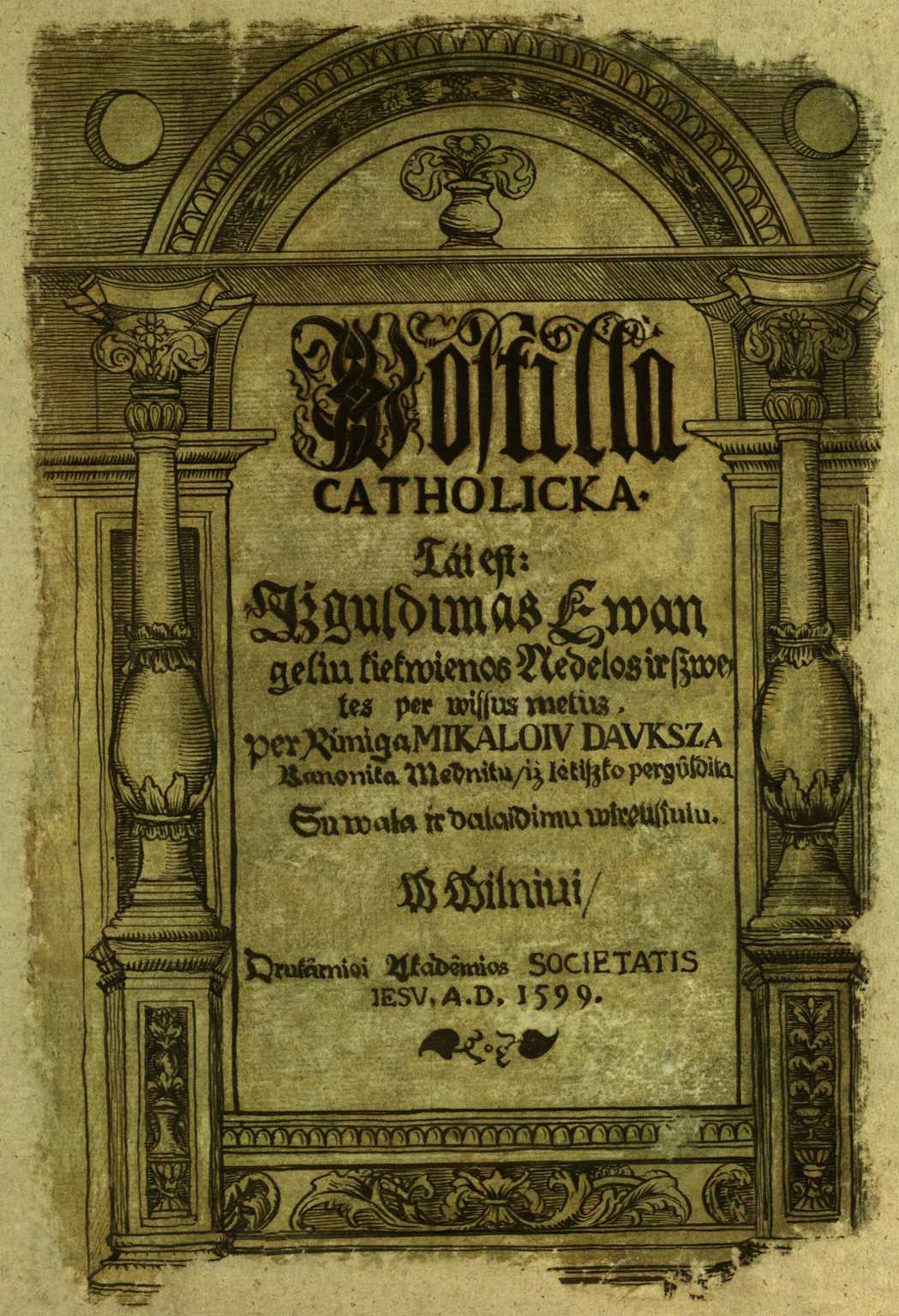
Pierwsze wydanie Postilli catholickiej. Edycja wileńska z roku 1599

### Katechizm
Jako jeden z pierwszych opowiadał się za rozwojem języka litewskiego jako języka literackiego. Przetłumaczony przez Daukšę Katechizm hiszpańskiego jezuity Jakuba Ledesmy, wydany w roku 1595  w Wilnie jako Kathechizmas, jest uznawany za pierwszy litewski druk katolicki  i pierwszą książkę w języku litewskim wydaną i wydrukowaną na terenie Wielkiego Księstwa (wcześniejsze druki były wydawane w Prusach).
Jedyny zachowany egzemplarz pierwszego wydania Katechizmu znajduje się w Bibliotece Uniwersytetu Wileńskiego. Dzieło Daukšy przedrukowano trzykrotnie w latach 1886, 1929 i 1995 .

### Postylla
Przekład Postylli mniejszej Jakuba Wujka, który ukazał się w Wilnie w roku 1599 pod tytułem Postilla catholicka, tái est Ižguldimas ewangeliu kiekwienos nedelos ir szwętes per wissús metús , uchodzi za jeden z najcenniejszych zabytków piśmiennictwa starolitewskiego. Tekst przedrukowano w latach 1904, 1909, 1926, 1927, 1929 i 2000 .
Postilla catholicka, napisana w centralnym dialekcie auksztajckim (auksztockim, górnolitewskim), z wpływami narzeczy wschodniego i żmudzkiego , poświadcza zarówno wyrazy reliktowe, jak i przestarzałe formy gramatyczne oraz archaizmy morfologiczne języka litewskiego. Tekst Daukšy jest poprawnym przekładem, adekwatnym w stosunku do oryginału, charakteryzującym się płynnością i zastosowaniem bogatego zasobu słownictwa.
Przedmowa do postylli, napisana odmiennie niż reszta tekstu w języku polskim, stanowi manifest programowy zawierający postulaty zachowania, podtrzymywania i rozwoju języka litewskiego. Po raz pierwszy w Wielkim Księstwie Litewskim wysunięto w niej argumenty językowe, nie zaś historyczne, jako wyznaczniki litewskiej tożsamości:

Nie ziemie obfitością, nie różnością ubiorów, nie wesołością krajów, nie miast i zamków mocnością narody stoją, ale więcej zachowaniem i używaniem języka własnego (...). Język jest (...) matką jedności, ojcem społeczności, państw stróżem. 
 Ganię zaniedbanie a zbrzydzenie i niemal odrzucenie języka naszego właśnie litewskiego. Naostatek, bych nie miał inszej i wy 
wszyscy z tych ksiąg na litewski język przełożonych pomocy i pożytku, dosyć mi będzie na tem, że tą jakążkolwiek małą pracą moją, jak mniemam i żądam, dam powód i pochop naszym ku języka ojczystego zamiłowaniu, zachowaniu i rozkrzewieniu.